# Reiner Vermögensschaden
Unter einem reinen oder bloßen Vermögensschaden versteht man im deutschen, österreichischen und schweizerischen Schadenersatzrecht einen Vermögensschaden, der ohne Eingriff in ein absolut geschütztes Recht oder Rechtsgut (Leben, körperliche Integrität, Eigentum etc.) des Geschädigten erfolgt ist.
Ein derartiger Schaden kann sich beispielsweise in Umsatzeinbußen, Fehlinvestitionen oder dem erlittenen Nachteil durch eine Fehlinformation niederschlagen.
Im deutschen Zivilrecht gibt es die allgemeine Anspruchsgrundlage des § 823 Abs. 1 BGB, wonach rechtswidrige und zumindest fahrlässig verursachte Schäden ersetzt werden müssen. Von dieser Anspruchsgrundlage sind allerdings reine Vermögensschäden gerade nicht umfasst. Damit wird eine unübersichtliche Haftungsmöglichkeit nach der allgemeinen Haftungsnorm im Deliktsrecht verhindert. Außerdem werden so vertragliche Rechtsverhältnisse nicht unterlaufen. Die weiteren Anspruchsgrundlagen im Deliktsrecht umfassen reine Vermögensschäden, haben dafür aber andere eigene Anforderungen. § 823 Abs. 2 BGB verlangt, dass ein Schutzgesetz verletzt wurde. Diese Norm bezweckt es gerade das Deliktsrecht auf reine Vermögensschäden auszuweiten. Auch § 826 BGB umfasst Vermögensschäden. Dafür muss aber eine sittenwidrige Schädigung passiert sein. Weitere spezialgesetzliche Haftungstatbestände umfassen den reinen Vermögensschaden (z. B. im Gesetz gegen Wettbewerbsbeschränkungen oder im Wertpapierhandelsgesetz). Dies gilt auch für andere gesetzliche Haftungsbestimmungen wie aus dem Familienrecht nach § 1833 BGB oder § 1664 BGB. Praktisch relevant ist vor allem die Haftung nach § 280 BGB, die reine Vermögensschäden umfasst, wenn ein Schuldverhältnis zwischen den Parteien vorliegt, wie ein Vertrag.

## Beispielsfälle
S verursacht einen Verkehrsunfall, bei dem A verletzt wird und B im Stau warten muss. Durch den Transport in das Krankenhaus bzw. die Wartezeit im Stau entgeht beiden ein lukrativer Vertragsschluss.
Nur A, der an der Gesundheit als einem absoluten Recht geschädigt wurde, erhält den entgangenen Gewinn sowie den positiven Schaden (in Form eines Personenschadens) ersetzt. Zwar sind diese für ihn Vermögensschäden, aber im Sinne der obigen Definition keine reinen Vermögensschäden. B dagegen geht mangels Verletzung seiner (!) absolut geschützten Rechte und mangels Vertragsverhältnisses zu S leer aus.
Z fragt bei der Bank B nach, ob Y zahlungsfähig ist, da Z bei einem Großauftrag in Vorleistung treten soll (z. B. Bau eines Gebäudes). Die Bank B teilt Z mit, dass Y die Zahlung für den Großauftrag mit hoher Wahrscheinlichkeit wird leisten können. Dabei wusste die Bank B genau, dass die Wahrscheinlichkeit nur sehr gering ist und sie rechnet auch damit, dass Z seine Forderung nie verwirklichen kann. Z geht in Vorleistung und Y wird kurz darauf insolvent.:
Eine Haftung nach § 823 Abs. 1 BGB kommt nicht in Betracht, da Z in keinem absolut geschützten Recht verletzt wurde. Er wurde lediglich falsch informiert. Da die Handlung der Bank B sittenwidrig war, haftet sie aber nach § 826 BGB.